# イスラエル戦時内閣
イスラエル戦時内閣（イスラエルせんじないかく）は、2023年10月に開始されたパレスチナのガザ地区を事実上統治するイスラム原理組織ハマースとの戦争に対処するためイスラエルにおいて組閣された、ベンヤミン・ネタニヤフ（リクード）を首班とする戦時内閣である。2023年10月11日発足したが、報道によると2024年6月16日に解散した。
ネタニヤフ政権の連立与党に加え野党の国家団結も参加しており、イスラエルとしては1967年の第三次中東戦争勃発に伴い野党も参加したレヴィ・エシュコル政権以来の挙国一致内閣と言えるが、正確には通常の内閣とは別に作られる小規模な内閣という位置づけである。
この戦時内閣とは別に、より広範なイスラエルの安全保障内閣や、小規模な安全保障協議もある。

## 経緯
2022年11月1日に執行されたクネセト総選挙でベンヤミン・ネタニヤフ率いるリクードは32議席で第1党を維持するなど右派連合が過半数の64議席を獲得し、同年12月29日に第6次ネタニヤフ内閣が発足した。
2023年10月7日午前6時30分、パレスチナのガザ地区を事実上統治するイスラム原理組織ハマースがイスラエル領内へ数千発規模のミサイルを打ち込んだほか、戦闘員数百名を侵入させて民家に押し入りイスラエル市民を殺害するといった大規模攻撃を開始し、また拉致も実行した。イスラエル軍もガザ地区に対し報復攻撃を実施し双方の死者が数百名規模となる中、ネタニヤフはハマースに対して重要な軍事活動を解禁すると発表し、1973年の第四次中東戦争以来の宣戦布告を行い、ハマースの全拠点を壊滅させると警告した。翌10月8日にはレバノンのイスラム教シーア派の武装組織ヒズボラがイスラエルとの係争地であるシェバー・ファームズにあるイスラエル軍の3拠点を大量の砲弾と誘導ミサイルで攻撃し、前日のハマースによる攻撃に連帯したものだとした。
10月7日の攻撃開始直後、野党イェシュ・アティッドのヤイル・ラピド党首はネタニヤフに対し、政治的な相違を棚上げし専門的で限定的な緊急政府を共に樹立する意思があることを伝えた。10月8日、ネタニヤフとラピド、国家団結のベニー・ガンツ代表（前国防相）が協議を行い、その中で戦争に対処するため臨時に統一政府を樹立することが議題に上った。野党は挙国一致内閣で対処することには同意したものの、ラピドは現在のネタニヤフ内閣の構成では極端で機能不全状態にあるとして極右の宗教シオニスト党と強いイスラエルを挙国一致内閣からは排除するようネタニヤフに要望したが、与党リクードはこの要求を断った。10月9日、ガンツは挙国一致内閣への参加をテレビで表明。同日には極右政党でネタニヤフ連立内閣に参加していないイスラエル我が家のアヴィグドール・リーベルマン党首も挙国一致内閣へ参加する意思があることを表明したが、そもそも同党が参加を打診されたかは明らかになっていない。
10月10日、リクードは主要野党と挙国一致内閣を樹立することを発表し、この時点ではイェシュ・アティッドと国家団結も参加することで基本合意した。翌11日にクネセト（国会）は戦時内閣の設置を承認し、ネタニヤフ首相、ヨアヴ・ガラント国防相、ベニー・ガンツが共同声明を発表。この3人からなる戦争対応内閣が通常の内閣とは別に発足したほか、戦争の遂行に関係ない法案や政府決定は一切凍結されることなどを発表した。この3人のほか、元国防軍参謀総長でガンツと同じ政党連合国家団結のガディ・エイゼンコット議員、戦略担当相のロン・ダーマー、シャス党首のアリエ・デライがオブザーバーとして参加することとなったが、ラピド率いるイェシュ・アティッドは最終的に政権に参加しなかった。政権樹立の声明発表後、ネタニヤフら3人はテレビ出演を行い、ガラント国防相はハマースを地球上から消し去ると警告した。
挙国一致内閣の発足により全ての上級職の任期は戦争中は自動的に延長されることとなり、2023年末に任期を迎える予定だったイスラエル銀行（中央銀行）のアミール・ヤロン総裁は自身の進退を表明することを予告していたが、まさにその日にハマースによる攻撃が開始され、10月11日には戦争継続中は職務を継続することを表明した。
政党連合国家団結の一部としての政党ニューホープは、戦時内閣には参加できず安全保障内閣にのみ参加していたが、2024年3月12日に政党連合を離脱し、3月25日に安全保障内閣から離脱した。
2024年5月20日、戦時内閣のメンバーの内、ネタニヤフ首相、ガラント国防相に対し、国際刑事裁判所より逮捕状が請求された
。
同年5月18日、ベニー・ガンツはネタニヤフが戦後のガザでの計画を3週間以内に提示しない場合は連立内閣および戦時内閣から離脱すると警告。6月9日にガンツは予告通りに戦時内閣から離脱することを発表し、オブザーバーとして参加していたガンツと同じ政党連合国家団結所属のガディ・エイゼンコットも離脱した。中道のガンツが離脱したことにより、ネタニヤフ政権はその存続にさらに極右政党に頼らなくてはならない状況が生まれ、政策も一層強硬路線へ傾くことが予測されたほか、戦時内閣そのものが立ち行かなくなるという懸念も生まれた。6月16日、ネタニヤフは国家安全保障閣僚会議にて戦時内閣の解散を宣言した。

## 内閣の顔ぶれ

### 閣僚級
出身政党：
  リクード   国家団結
| 氏名                   | 氏名 | 就任日         | 退任日        | 政党     | 備考                                     |
| ---------------------- | ---- | -------------- | ------------- | -------- | ---------------------------------------- |
| ベンヤミン・ネタニヤフ |      | 2023年10月11日 | 2024年6月16日 | リクード | 首相 リクード党首                        |
| ヨアヴ・ガラント       |      | 2023年10月11日 | 2024年6月16日 | リクード | 国防大臣 元国防軍少将                    |
| ベニー・ガンツ         |      | 2023年10月11日 | 2024年6月9日  | 国家団結 | 国家団結代表 前国防大臣 元国防軍参謀総長 |

### オブザーバー
出身政党：
  リクード   国家団結   シャス
| 氏名                   | 氏名 | 就任日         | 退任日        | 政党     | 備考                                                |
| ---------------------- | ---- | -------------- | ------------- | -------- | --------------------------------------------------- |
| ロン・ダーマー         |      | 2023年10月11日 | 2024年6月16日 | リクード | クネセト議員ではない ネタニヤフの側近 戦略担当大臣  |
| アリエ・デライ         |      | 2023年10月11日 | 2024年6月16日 | シャス   | 第6次ネタニヤフ内閣で2023年1月まで副首相 シャス党首 |
| ガディ・エイゼンコット |      | 2023年10月11日 | 2024年6月9日  | 国家団結 | 元国防軍参謀総長                                    |